# 竹中千春
竹中 千春 （たけなか ちはる、1957年3月10日 - ）は、日本の政治学者。専門は、インド政治・国際政治史。

## 経歴
東京都生まれ。東京学芸大学教育学部附属高等学校を経て、1979年東京大学法学部第3類（政治コース）卒業。
東京大学法学部学士助手（1979-83年）、東京大学東洋文化研究所助手（1984-89年）、立教大学法学部助手（1990-92年）、明治学院大学国際学部助教授（1992-2000年）、教授（2000-2008年）。2008年4月立教大学法学部教授に就任。2022年3月立教大学を定年退職。

## 人物
夫は政治学者・元東京大学大学院法学政治学研究科教授の藤原帰一。

## 受賞歴
- 2011年 - 大平正芳記念賞（『盗賊のインド史』）

## 著書

### 単著
- 『世界はなぜ仲良くできないの？――暴力の連鎖を解くために』（阪急コミュニケーションズ, 2004年）
- 『盗賊のインド史――帝国・国家・無法者』（有志舎、2010年）
- 『千春先生の平和授業 2011～2012 (未来は子どもたちがつくる)』朝日学生新聞社 2012
- 『ガンディー——平和を紡ぐひと』岩波新書、2018

### 共編著
- （高橋伸夫・山本信人）『現代アジア研究（2）市民社会』（慶應義塾大学出版会, 2008年）

### 訳書
- ラナジット・グハ、ギャーネンドラ・パーンデー、パルタ・チャタジー、ガヤトリ・スピヴァック『サバルタンの歴史――インド史の脱構築』（岩波書店, 1998年）
- ラナジット・グハ『世界史の脱構築 ヘーゲルの歴史哲学批判からタゴールの詩の思想へ』立教大学出版会 2017

## 論文

### 雑誌論文
- 「『権力移譲』への政治過程――大英帝国と英領インドの非植民地化（1）」『東洋文化研究所紀要』101号（1986年）
- 「植民地国家と国民国家――英領インドの事例に照らして」『国際学研究』16号（1997年）
- 「政党再編とインド政治」『国際問題』469号（1999年）
- 「ガンディー――民衆の神, 国民の父」『国際学研究』19号（2000年）
- 「カシミール――辺境から国境へ」『アジア研究』47巻4号（2001年）
- 「インドという理念――民族共存の実験」『国際学研究』23号（2003年）
- 「グローバリゼーションと民主主義の間――インド政治の現在」『国際問題』542号（2005年）

### 単行本所収論文
- 「大英帝国の解体――パレスティナ問題、1945-1947年」犬童一男・山口定・馬場康雄・高橋進編『戦後デモクラシーの成立』（岩波書店, 1988年）
- 「比較政治学と歴史学における『インド像』」『岩波講座社会科学の方法Ⅸ歴史への問い／歴史からの問い』（岩波書店、1993年）
- 「『暴力について』再考――非暴力の現代的意義について」坂本義和編『世界政治の構造変動（3）発展』（岩波書店、1994年）
- 「世界政治をジェンダー化する」小林誠・遠藤誠治編『グローバル・ポリティクス――世界の再構造化と新しい政治学』（有信堂高文社、2000年）
- 「ジェンダー研究と南アジア」長崎暢子編『現代南アジア（1）地域研究への招待』（東京大学出版会、2002年）
- 「ジェンダー化する政治――インドの国家・法・女性」日本政治学会編『年報政治学 2003』（岩波書店, 2003年）
- 「女性と民主主義――現代インドの実験｣高畠通敏編『現代市民政治論』（世織書房、2003年）
- 「女の平和――犠牲者から変革の主体へ」渡辺治・和田進編『講座戦争と現代（5）平和秩序形成の課題』（大月書店, 2004年）
- 「平和構築とジェンダー」大芝亮・藤原帰一・山田哲也編『平和政策』（有斐閣, 2006年）
- 「インド――貧しさと民主主義の競合」片山裕・大西裕編『アジアの政治経済・入門』（有斐閣, 2006年）
- 「国家とナショナリズム」国分良成・酒井啓子・遠藤貢編『日本の国際政治学（3）地域から見た国際政治』（有斐閣, 2009年）